# Alberto Saccardo
Alberto Saccardo (Campodarsego, 10 gennaio 1986) è un ex rugbista a 15 italiano.
È cresciuto nelle giovanili del Petrarca Rugby, società sportiva di rugby padovana, giocando in prima squadra dal 2005 al 2008; in seguito ha vestito le maglie della Rugby Roma, del Rugby Club I Cavalieri di Prato e in altre due stagioni quella del Rugby Mogliano.
In tre occasioni ha indossato la maglia del XV della Serenissima, la selezione che fa riferimento al Comitato Interregionale delle Venezie: la prima volta contro l’Italia "A" nel 2010, le altre due contro la Nazionale Emergenti nel 2012, come capitano di squadra.
Nel 2016 torna al Petrarca Rugby, di cui fu capitano dal 2017.
Nel luglio del 2020 approdò al Rugby Vicenza dove ricopriva anche il ruolo di allenatore in 2°.
A luglio 2022, dice addio al rugby giocato.